# Andrea Zangemeister
Andrea Zangemeister (* 1942) ist eine deutsche Journalistin und ehemalige Chefredakteurin der Bild der Frau.
Zangemeister wuchs bei einer Tante in Schlesien auf. Aus Schlesien floh sie in die Lüneburger Heide. Erst im Alter von sechs Jahren erfuhr sie von ihrer leiblichen Mutter. Nach einem Germanistik- und Romanistikstudium in Freiburg begann sie im März 1965 ein Volontariat bei Bild. 1981 wurde sie die stellvertretende Chefredakteurin. Von 1983 bis 2006 war sie die Chefredakteurin der Bild der Frau, deren Herausgeberin sie von 2006 bis zu ihrem Ruhestand 2007 war. Sandra Immoor wurde ihre Nachfolgerin als Chefredakteurin.
Im Bildband des Axel Springer Verlags „50 Jahre Zeitzeuge – 50 Jahre Axel Springer Verlag“ von 1996, herausgegeben von Claus Jacobi, ist sie zusammen mit Alice Schwarzer innig feiernd auf Seite 106 auf der 10 Jahresfeier 1993 abgebildet. Dort heißt es über sie: „Schön, klug und temperamentvoll, ist sie die erfolgreichste Journalistin des Axel Springer Verlages. Sie interessiert sich für Esoterik und war nach Überzeugung Springers "Das größte weibliche Talent in meinem Haus"“ und weiter „Wir lieben unsere Leserin und unsere Leserin spürt das“, erklärt sie die Spitzenposition ihres Wochen-Blattes, „wir nehmen sie wie eine Freundin an die Hand und helfen ihr zuverlässig durch das moderne Leben – vom Figur-Problem bis zur Frage: Wo kommt meine Seele her, wo geht sie hin?“

## Publikationen
- Andrea Zangemeister (Hrsg.): Die schönsten Liebesgedichte, Hanseatische Edition, Hamburg 2007, ISBN 978-3-935392-07-5.